# Панандетигири, Сайду
Сайду Мади Панандетигири  (фр.  Saïdou Madi Panandétiguiri ; 22 марта 1984, Уахигуя, Ятенга, Республика Верхняя Вольта) — буркинийский футболист, защитник. Выступал за  сборную Буркина-Фасо.

## Карьера
Сайду начинал заниматься футболом в клубе «Сантос ФК» в 1994 году. В 2000 году подписал свой первый профессиональный контракт с клубом «Фасо-Йенненга». В 2001 году его заметили скауты из французского клуба «Бордо» и пригласили выступать за резервную команду. Отыграв за «Бордо Б» 41 матч за пять лет, Панандетигири был продан клубу Лиги Жюпиле «Локерен».
В «Локерене» играл под руководством Славолюба Муслина. После перехода Муслина в московский «Локомотив», Сайду хотел последовать за ним, но трансфер сорвался в последний момент.
В мае 2008 года заключил трехлетний контракт с клубом Второй Бундеслиги «Веен» из Висбадена. Дебютировал в основном составе 15 августа 2008 года в матче с клубом «Алемания» из Ахена. По окончании сезона 2008/09 клуб занял последнее место и Сайду покинул клуб. В июле 2009 года заключил контракт с клубом Гавр, однако через некоторое время контракт был расторгнут.
В августе 2009 года подписывает контракт с клубом Лига Сагриш «Униан Лейрия». Дебютировал в матче с клубом «Риу Аве». За клуб провел 26 и забил 1 гол.
В январе 2012 года Панандетигири переходит в мальтийский клуб Валлетта с которым стал чемпионом Мальты 2012 года.
В июне 2012 года подписывает контракт с клубом «Антверпен», дебютировал 23 августа в матче Второго дивизиона Бельгии против «Эндрахт Алст». За клуб он отыграл 21 матч.
В июле 2013 года переходит в южноафриканский клуб «Чиппа Юнайтед». Дебютировал в Национальной лиге ЮАР в матче с «Васко да Гама» 23 октября 2013. За клуб провел всего 6 матчей.
С июля 2014 года является игроком клуба «Пуна Сити».

## Международная карьера
Был членом сборных различных возрастов на юношеском чемпионате мира 2001 года и молодёжном чемпионате мира 2003.
В главной сборной выступает с 2002 года был участником 5 розыгрышей Кубков африканских наций. В 2013 году добрался со сборной до финала Кубка африканских наций где уступили со счетом 1-0 сборной Нигерии.

## Достижения
- Победитель Чемпионата Мальты: 1 (2012)
- Победитель Национальной лиге ЮАР: 1 (2013/14)
- Серебряный призёр Кубка африканских наций: 1 (2013)